# Future World (chanson d'Every Little Thing)
Pour les articles homonymes, voir Future World.
Singles de Every Little Thing
Feel My Heart
(1996) Dear My Friend
(1997)
Future World est le deuxième single du groupe Every Little Thing, sorti en 1996.

## Genèse
Le single, écrit, composé et produit par Mitsuru Igarashi, sort le 23 octobre 1996 au Japon sur le label Avex Trax, au format mini-CD single de 8 cm de diamètre (alors la norme pour les singles dans ce pays), deux mois et demi seulement après le premier single du groupe, Feel My Heart. Il atteint la 20e place du classement des ventes de l'Oricon, et reste classé pendant huit semaines. 
La chanson-titre est utilisée comme thème musical pour une publicité pour la marque TDK. Elle figurera sur le premier album du groupe, Everlasting qui sortira six mois plus tard, puis sur sa première compilation Every Best Single +3 de 1999. Elle sera remixée sur les albums de remix The Remixes de 1998 (dans deux versions), Euro Every Little Thing de 2001, et ELT Trance de 2002...
La chanson en face B, Season, figurera aussi sur l'album Everlasting mais dans une version remaniée ("Album Version"), et sera également remixée sur The Remixes. Le single contient aussi les versions instrumentales des deux chansons.

## Liste des titres
Les chansons sont écrites, composées et arrangées par Mitsuru Igarashi.
| CD    | CD                          | CD    | CD | CD | CD | CD | CD | CD | CD |
| No    | Titre                       | Durée |    |    |    |    |    |    |    |
| ----- | --------------------------- | ----- | -- | -- | -- | -- | -- | -- | -- |
| 1.    | Future Wold                 | 4:07  |    |    |    |    |    |    |    |
| 2.    | Season                      | 4:29  |    |    |    |    |    |    |    |
| 3.    | Future World (Instrumental) | 4:07  |    |    |    |    |    |    |    |
| 4.    | Season (Instrumental)       | 4:27  |    |    |    |    |    |    |    |
| 17:01 |                             |       |    |    |    |    |    |    |    |